# European Le Mans Series 2019
Szesnasty sezon European Le Mans Series, który rozpoczął się 14 kwietnia na torze Circuit Paul Ricard, a zakończyła się 27 października na torze Portimão. Poza rundą na torze Silverstone wszystkie rundy tej serii były samodzielnymi.

## Lista startowa
| Zespół                    | Samochód                                    | Silnik                           | Opona | Nr | Kierowcy                 | Rundy     | Klasa |
| ------------------------- | ------------------------------------------- | -------------------------------- | ----- | -- | ------------------------ | --------- | ----- |
| United Autosports         | Ligier JS P3                                | Nissan VK50VE 5.0 L V8           | M     | 2  | Wayne Boyd               | Wszystkie | LMP3  |
| United Autosports         | Ligier JS P3                                | Nissan VK50VE 5.0 L V8           | M     | 2  | Tommy Erdos              | Wszystkie | LMP3  |
| United Autosports         | Ligier JS P3                                | Nissan VK50VE 5.0 L V8           | M     | 2  | Garett Grist             | Wszystkie | LMP3  |
| United Autosports         | Ligier JS P3                                | Nissan VK50VE 5.0 L V8           | M     | 3  | Christian England        | Wszystkie | LMP3  |
| United Autosports         | Ligier JS P3                                | Nissan VK50VE 5.0 L V8           | M     | 3  | Mike Guasch              | 1–4       | LMP3  |
| United Autosports         | Ligier JS P3                                | Nissan VK50VE 5.0 L V8           | M     | 3  | Andrew Bentley           | 5–6       | LMP3  |
| United Autosports         | Ligier JS P217 Oreca 07                     | Gibson GK428 V8                  | M     | 22 | Philip Hanson            | Wszystkie | LMP 2 |
| United Autosports         | Ligier JS P217 Oreca 07                     | Gibson GK428 V8                  | M     | 22 | Paul di Resta            | 1         | LMP 2 |
| United Autosports         | Ligier JS P217 Oreca 07                     | Gibson GK428 V8                  | M     | 22 | Filipe Albuquerque]      | 2-6       | LMP 2 |
| United Autosports         | Ligier JS P217 Oreca 07                     | Gibson GK428 V8                  | M     | 32 | Alex Brundle             | Wszystkie | LMP 2 |
| United Autosports         | Ligier JS P217 Oreca 07                     | Gibson GK428 V8                  | M     | 32 | Ryan Cullen              | Wszystkie | LMP 2 |
| United Autosports         | Ligier JS P217 Oreca 07                     | Gibson GK428 V8                  | M     | 32 | Will Owen                | 2–6       | LMP 2 |
| 360 Racing                | Ligier JS P3                                | Nissan VK50VE 5.0 L V8           | M     | 5  | John Corbett             | 1–5       | LMP3  |
| 360 Racing                | Ligier JS P3                                | Nissan VK50VE 5.0 L V8           | M     | 5  | Andreas Laskaratos       | 1–5       | LMP3  |
| 360 Racing                | Ligier JS P3                                | Nissan VK50VE 5.0 L V8           | M     | 5  | James Winslow            | 1–5       | LMP3  |
| 360 Racing                | Ligier JS P3                                | Nissan VK50VE 5.0 L V8           | M     | 6  | James Dayson             | Wszystkie | LMP3  |
| 360 Racing                | Ligier JS P3                                | Nissan VK50VE 5.0 L V8           | M     | 6  | Ross Kaiser              | Wszystkie | LMP3  |
| 360 Racing                | Ligier JS P3                                | Nissan VK50VE 5.0 L V8           | M     | 6  | Terrence Woodward        | Wszystkie | LMP3  |
| Nielsen Racing            | Norma M30                                   | Nissan VK50VE 5.0 L V8           | M     | 7  | Colin Noble              | Wszystkie | LMP3  |
| Nielsen Racing            | Norma M30                                   | Nissan VK50VE 5.0 L V8           | M     | 7  | Anthony Wells            | Wszystkie | LMP3  |
| Nielsen Racing            | Ligier JS P3                                | Nissan VK50VE 5.0 L V8           | M     | 8  | James Littlejohn         | Wszystkie | LMP3  |
| Nielsen Racing            | Ligier JS P3                                | Nissan VK50VE 5.0 L V8           | M     | 8  | Nobuya Yamanaka          | 1–4       | LMP3  |
| Nielsen Racing            | Ligier JS P3                                | Nissan VK50VE 5.0 L V8           | M     | 8  | Nicholas Adcock          | 5–6       | LMP3  |
| Realteam Racing           | Norma M30                                   | Nissan VK50VE 5.0 L V8           | M     | 8  | David Droux              | Wszystkie | LMP3  |
| Realteam Racing           | Norma M30                                   | Nissan VK50VE 5.0 L V8           | M     | 8  | Esteban Garcia           | Wszystkie | LMP3  |
| Oregon Team               | Norma M30                                   | Nissan VK50VE 5.0 L V8           | M     | 10 | Lorenzo Bontempelli      | Wszystkie | LMP3  |
| Oregon Team               | Norma M30                                   | Nissan VK50VE 5.0 L V8           | M     | 10 | Damiano Fioravanti       | Wszystkie | LMP3  |
| Oregon Team               | Norma M30                                   | Nissan VK50VE 5.0 L V8           | M     | 10 | Gustas Grinbergas        | Wszystkie | LMP3  |
| Eurointernational         | Ligier JS P3                                | Nissan VK50VE 5.0 L V8           | M     | 11 | Mikkel Jensen            | Wszystkie | LMP3  |
| Eurointernational         | Ligier JS P3                                | Nissan VK50VE 5.0 L V8           | M     | 11 | Jens Petersen            | Wszystkie | LMP3  |
| Inter Europol Competition | Ligier JS P3                                | Nissan VK50VE 5.0 L V8           | M     | 13 | Martin Hippe             | Wszystkie | LMP3  |
| Inter Europol Competition | Ligier JS P3                                | Nissan VK50VE 5.0 L V8           | M     | 13 | Nigel Moore              | Wszystkie | LMP3  |
| Inter Europol Competition | Ligier JS P3                                | Nissan VK50VE 5.0 L V8           | M     | 14 | Paul Scheuschner         | Wszystkie | LMP3  |
| Inter Europol Competition | Ligier JS P3                                | Nissan VK50VE 5.0 L V8           | M     | 14 | Dino Lunardi             | 1         | LMP3  |
| Inter Europol Competition | Ligier JS P3                                | Nissan VK50VE 5.0 L V8           | M     | 14 | Sam Dejonghe             | 2–4       | LMP3  |
| Inter Europol Competition | Ligier JS P3                                | Nissan VK50VE 5.0 L V8           | M     | 14 | Constantin Schöll        | 5-6       | LMP3  |
| Inter Europol Competition | Ligier JS P217                              | Gibson GK428 V8                  | M     | 34 | Dani Clos                | 1–3       | LMP 2 |
| Inter Europol Competition | Ligier JS P217                              | Gibson GK428 V8                  | M     | 34 | Léo Roussel              | 1–2       | LMP 2 |
| Inter Europol Competition | Ligier JS P217                              | Gibson GK428 V8                  | M     | 34 | Jakub Śmiechowski        | Wszystkie | LMP 2 |
| Inter Europol Competition | Ligier JS P217                              | Gibson GK428 V8                  | M     | 34 | Adrien Tambay            | 3–4       | LMP 2 |
| Inter Europol Competition | Ligier JS P217                              | Gibson GK428 V8                  | M     | 34 | Lukas Dunner             | 4         | LMP 2 |
| Inter Europol Competition | Ligier JS P217                              | Gibson GK428 V8                  | M     | 34 | Sam Dejonghe             | 5–6       | LMP 2 |
| Inter Europol Competition | Ligier JS P217                              | Gibson GK428 V8                  | M     | 34 | Mathias Beche            | 6         | LMP 2 |
| RLR MSport                | Ligier JS P3                                | Nissan VK50VE 5.0 L V8           | M     | 15 | Martin Vedel Mortensen   | Wszystkie | LMP3  |
| RLR MSport                | Ligier JS P3                                | Nissan VK50VE 5.0 L V8           | M     | 15 | Martin Rich              | Wszystkie | LMP3  |
| RLR MSport                | Ligier JS P3                                | Nissan VK50VE 5.0 L V8           | M     | 15 | Martin Vedel Mortensen   | Wszystkie | LMP3  |
| RLR MSport                | Oreca 07                                    | Gibson GK428 V8                  | D     | 43 | John Farano              | Wszystkie | LMP 2 |
| RLR MSport                | Oreca 07                                    | Gibson GK428 V8                  | D     | 43 | Arjun Maini              | Wszystkie | LMP 2 |
| RLR MSport                | Oreca 07                                    | Gibson GK428 V8                  | D     | 43 | Bruno Senna              | 1–3, 5–6  | LMP 2 |
| RLR MSport                | Oreca 07                                    | Gibson GK428 V8                  | D     | 43 | Matthieu Vaxiviere       | 4         | LMP 2 |
| Ultimate                  | Norma M30                                   | Nissan VK50VE 5.0 L V8           | M     | 17 | François Heriau          | Wszystkie | LMP3  |
| Ultimate                  | Norma M30                                   | Nissan VK50VE 5.0 L V8           | M     | 17 | Jean-Baptiste Lahaye     | Wszystkie | LMP3  |
| Ultimate                  | Norma M30                                   | Nissan VK50VE 5.0 L V8           | M     | 17 | Matthieu Lahaye          | Wszystkie | LMP3  |
| ACE1 Villorba Corse       | Ligier JS P3                                | Nissan VK50VE 5.0 L V8           | M     | 18 | Alessandro Bressan       | 3         | LMP3  |
| ACE1 Villorba Corse       | Ligier JS P3                                | Nissan VK50VE 5.0 L V8           | M     | 18 | Yuki Harata              | 3         | LMP3  |
| M Racing                  | Norma M30                                   | Nissan VK50VE 5.0 L V8           | M     | 17 | Lucas Légeret            | Wszystkie | LMP3  |
| M Racing                  | Norma M30                                   | Nissan VK50VE 5.0 L V8           | M     | 17 | Laurent Millara          | Wszystkie | LMP3  |
| M Racing                  | Norma M30                                   | Nissan VK50VE 5.0 L V8           | M     | 17 | Yann Ehrlacher           | 1, 3–4    | LMP3  |
| High Class Racing         | Oreca 07                                    | Gibson GK428 V8                  | D     | 20 | Dennis Andersen          | Wszystkie | LMP 2 |
| High Class Racing         | Oreca 07                                    | Gibson GK428 V8                  | D     | 20 | Anders Fjordbach         | Wszystkie | LMP 2 |
| DragonSpeed               | Oreca 07                                    | Gibson GK428 V8                  | M     | 21 | James Allen              | Wszystkie | LMP 2 |
| DragonSpeed               | Oreca 07                                    | Gibson GK428 V8                  | M     | 21 | Henrik Hedman            | Wszystkie | LMP 2 |
| DragonSpeed               | Oreca 07                                    | Gibson GK428 V8                  | M     | 21 | Ben Hanley               | 1, 3-6    | LMP 2 |
| DragonSpeed               | Oreca 07                                    | Gibson GK428 V8                  | M     | 21 | Renger van der Zande     | 2         | LMP 2 |
| Panis Racing              | Ligier JS P217 Oreca 07                     | Gibson GK428 V8                  | D     | 23 | René Binder              | Wszystkie | LMP 2 |
| Panis Racing              | Ligier JS P217 Oreca 07                     | Gibson GK428 V8                  | D     | 23 | Julien Canal             | Wszystkie | LMP 2 |
| Panis Racing              | Ligier JS P217 Oreca 07                     | Gibson GK428 V8                  | D     | 23 | Will Stevens             | Wszystkie | LMP 2 |
| Panis Racing              | Ligier JS P217 Oreca 07                     | Gibson GK428 V8                  | D     | 24 | Timothé Buret            | Wszystkie | LMP 2 |
| Panis Racing              | Ligier JS P217 Oreca 07                     | Gibson GK428 V8                  | D     | 24 | Konstantin Tereshchenko  | Wszystkie | LMP 2 |
| Panis Racing              | Ligier JS P217 Oreca 07                     | Gibson GK428 V8                  | D     | 24 | Léonard Hoogenboom       | 1–4       | LMP 2 |
| Algarve Pro Racing        | Oreca 07                                    | Gibson GK428 V8                  | D     | 25 | John Falb                | Wszystkie | LMP 2 |
| Algarve Pro Racing        | Oreca 07                                    | Gibson GK428 V8                  | D     | 25 | Andrea Pizzitola         | Wszystkie | LMP 2 |
| Algarve Pro Racing        | Oreca 07                                    | Gibson GK428 V8                  | D     | 25 | Mark Patterson           | 1         | LMP 2 |
| Algarve Pro Racing        | Oreca 07                                    | Gibson GK428 V8                  | D     | 25 | Olivier Pla              | 3–6       | LMP 2 |
| Algarve Pro Racing        | Oreca 07                                    | Gibson GK428 V8                  | D     | 31 | Henning Enqvist          | Wszystkie | LMP 2 |
| Algarve Pro Racing        | Oreca 07                                    | Gibson GK428 V8                  | D     | 31 | James French             | Wszystkie | LMP 2 |
| Algarve Pro Racing        | Oreca 07                                    | Gibson GK428 V8                  | D     | 31 | Tacksung Kim             | Wszystkie | LMP 2 |
| G-Drive Racing            | Aurus 01                                    | Gibson GK428 V8                  | M     | 26 | Roman Rusinow            |           | LMP 2 |
| G-Drive Racing            | Aurus 01                                    | Gibson GK428 V8                  | M     | 26 | Job van Uitert           | Wszystkie | LMP 2 |
| G-Drive Racing            | Aurus 01                                    | Gibson GK428 V8                  | M     | 26 | Norman Nato              | 1–2       | LMP 2 |
| G-Drive Racing            | Aurus 01                                    | Gibson GK428 V8                  | M     | 26 | Jean-Éric Vergne         | 3–6       | LMP 2 |
| IDEC Sport                | Ligier JS P217                              | Gibson GK428 V8                  | M     | 27 | Stéphane Adler           | Wszystkie | LMP 2 |
| IDEC Sport                | Ligier JS P217                              | Gibson GK428 V8                  | M     | 27 | Erik Maris               | 1–5       | LMP 2 |
| IDEC Sport                | Ligier JS P217                              | Gibson GK428 V8                  | M     | 27 | Patrice Lafargue         | 1–4, 6    | LMP 2 |
| IDEC Sport                | Ligier JS P217                              | Gibson GK428 V8                  | M     | 27 | William Cavailhes        | 5–6       | LMP 2 |
| IDEC Sport                | Oreca 07                                    | Gibson GK428 V8                  | M     | 28 | Paul-Loup Chatin         | Wszystkie | LMP 2 |
| IDEC Sport                | Oreca 07                                    | Gibson GK428 V8                  | M     | 28 | Paul Lafargue            | Wszystkie | LMP 2 |
| IDEC Sport                | Oreca 07                                    | Gibson GK428 V8                  | M     | 28 | Memo Rojas               | Wszystkie | LMP 2 |
| Duqueine Engineering      | Oreca 07                                    | Gibson GK428 V8                  | M     | 30 | Richard Bradley          | Wszystkie | LMP 2 |
| Duqueine Engineering      | Oreca 07                                    | Gibson GK428 V8                  | M     | 30 | Nico Jamin               | Wszystkie | LMP 2 |
| Duqueine Engineering      | Oreca 07                                    | Gibson GK428 V8                  | M     | 30 | Pierre Ragues            | Wszystkie | LMP 2 |
| BHK Motorsport            | Oreca 07                                    | Gibson GK428 V8                  | D     | 35 | Francesco Dracone        | Wszystkie | LMP 2 |
| BHK Motorsport            | Oreca 07                                    | Gibson GK428 V8                  | D     | 35 | Sergio Campana           | Wszystkie | LMP 2 |
| BHK Motorsport            | Oreca 07                                    | Gibson GK428 V8                  | D     | 35 | Garry Findlay            | 4         | LMP 2 |
| Cool Racing               | Oreca 07                                    | Gibson GK428 V8                  | M     | 37 | Nicolas Lapierre         | Wszystkie | LMP 2 |
| Cool Racing               | Oreca 07                                    | Gibson GK428 V8                  | M     | 37 | Antonin Borga            | Wszystkie | LMP 2 |
| Cool Racing               | Oreca 07                                    | Gibson GK428 V8                  | M     | 37 | Alexandre Coigny         | 1–4, 6    | LMP 2 |
| Graff                     | Oreca 07                                    | Gibson GK428 V8                  | M     | 39 | Tristan Gommendy         | Wszystkie | LMP 2 |
| Graff                     | Oreca 07                                    | Gibson GK428 V8                  | M     | 39 | Jonathan Hirschi         | Wszystkie | LMP 2 |
| Graff                     | Oreca 07                                    | Gibson GK428 V8                  | M     | 39 | Alexandre Cougnaud       | Wszystkie | LMP 2 |
| Thunderhead Carlin Racing | Dallara P217                                | Gibson GK428 V8                  | D     | 45 | Jack Manchester          | 1-3, 6    | LMP 2 |
| Thunderhead Carlin Racing | Dallara P217                                | Gibson GK428 V8                  | D     | 45 | Ben Barnicoat            | 1–4, 6    | LMP 2 |
| Thunderhead Carlin Racing | Dallara P217                                | Gibson GK428 V8                  | D     | 45 | Olivier Pla              | 1         | LMP 2 |
| Thunderhead Carlin Racing | Dallara P217                                | Gibson GK428 V8                  | D     | 45 | Harry Tincknell          | 2–4, 6    | LMP 2 |
| Thunderhead Carlin Racing | Dallara P217                                | Gibson GK428 V8                  | D     | 45 | Harrison Newey           |           | LMP 2 |
| Cetilar R. Villorba Corse | Dallara P217                                | Gibson GK428 V8                  | M     | 47 | Andrea Belicchi          | 2         | LMP 2 |
| Cetilar R. Villorba Corse | Dallara P217                                | Gibson GK428 V8                  | M     | 47 | Roberto Lacorte          | 2         | LMP 2 |
| Cetilar R. Villorba Corse | Dallara P217                                | Gibson GK428 V8                  | M     | 47 | Giorgio Sernagiotto      | 2         | LMP 2 |
| Luzich Racing             | Ferrari 488 GTE 1–2 Ferrari 488 GTE Evo 3–6 | Ferrari F154CB 3.9 L Turbo V8    | D     | 51 | Fabien Lavergne          | Wszystkie | LMGTE |
| Luzich Racing             | Ferrari 488 GTE 1–2 Ferrari 488 GTE Evo 3–6 | Ferrari F154CB 3.9 L Turbo V8    | D     | 51 | Nicklas Nielsen          | Wszystkie | LMGTE |
| Luzich Racing             | Ferrari 488 GTE 1–2 Ferrari 488 GTE Evo 3–6 | Ferrari F154CB 3.9 L Turbo V8    | D     | 51 | Alessandro Pier Guidi    | Wszystkie | LMGTE |
| Spirit of Race            | Ferrari 488 GTE 1–2 Ferrari 488 GTE Evo 3–6 | Ferrari F154CB 3.9 L Turbo V8    | D     | 55 | Duncan Cameron           | Wszystkie | LMGTE |
| Spirit of Race            | Ferrari 488 GTE 1–2 Ferrari 488 GTE Evo 3–6 | Ferrari F154CB 3.9 L Turbo V8    | D     | 55 | Matt Griffin             | Wszystkie | LMGTE |
| Spirit of Race            | Ferrari 488 GTE 1–2 Ferrari 488 GTE Evo 3–6 | Ferrari F154CB 3.9 L Turbo V8    | D     | 55 | Aaron Scott              | Wszystkie | LMGTE |
| Team Project 1            | Porsche 911 RSR                             | Porsche 4.0 L Flat-64.0 L Flat-6 | D     | 56 | Jörg Bergmeister         | 1–3       | LMGTE |
| Team Project 1            | Porsche 911 RSR                             | Porsche 4.0 L Flat-64.0 L Flat-6 | D     | 56 | Egidio Perfetti          | 1–3       | LMGTE |
| Team Project 1            | Porsche 911 RSR                             | Porsche 4.0 L Flat-64.0 L Flat-6 | D     | 56 | Giorgio Roda             | 1–2       | LMGTE |
| Team Project 1            | Porsche 911 RSR                             | Porsche 4.0 L Flat-64.0 L Flat-6 | D     | 56 | David Heinemeier Hansson | 3         | LMGTE |
| Kessel Racing             | Ferrari 488 GTE 1–2 Ferrari 488 GTE Evo 3–6 | Ferrari F154CB 3.9 L Turbo V8    | D     | 69 | Sergio Pianezzola        | Wszystkie | LMGTE |
| Kessel Racing             | Ferrari 488 GTE 1–2 Ferrari 488 GTE Evo 3–6 | Ferrari F154CB 3.9 L Turbo V8    | D     | 69 | Andrea Piccini           | Wszystkie | LMGTE |
| Kessel Racing             | Ferrari 488 GTE 1–2 Ferrari 488 GTE Evo 3–6 | Ferrari F154CB 3.9 L Turbo V8    | D     | 69 | Claudio Schiavoni        | 1-3       | LMGTE |
| Kessel Racing             | Ferrari 488 GTE 1–2 Ferrari 488 GTE Evo 3–6 | Ferrari F154CB 3.9 L Turbo V8    | D     | 69 | Nicola Cadei             | 4         | LMGTE |
| Kessel Racing             | Ferrari 488 GTE 1–2 Ferrari 488 GTE Evo 3–6 | Ferrari F154CB 3.9 L Turbo V8    | D     | 69 | David Perel              | 5–6       | LMGTE |
| Kessel Racing             | Ferrari 488 GTE 1–2 Ferrari 488 GTE Evo 3–6 | Ferrari F154CB 3.9 L Turbo V8    | D     | 83 | Manuela Gostner          | Wszystkie | LMGTE |
| Kessel Racing             | Ferrari 488 GTE 1–2 Ferrari 488 GTE Evo 3–6 | Ferrari F154CB 3.9 L Turbo V8    | D     | 83 | Rahel Frey               | Wszystkie | LMGTE |
| Kessel Racing             | Ferrari 488 GTE 1–2 Ferrari 488 GTE Evo 3–6 | Ferrari F154CB 3.9 L Turbo V8    | D     | 83 | Michelle Gatting         | Wszystkie | LMGTE |
| JMW Motorsport            | Ferrari 488 GTE 1–2 Ferrari 488 GTE Evo 3–6 | Ferrari F154CB 3.9 L Turbo V8    | D     | 66 | Matteo Cressoni          | Wszystkie | LMGTE |
| JMW Motorsport            | Ferrari 488 GTE 1–2 Ferrari 488 GTE Evo 3–6 | Ferrari F154CB 3.9 L Turbo V8    | D     | 66 | Wei Lu                   | Wszystkie | LMGTE |
| JMW Motorsport            | Ferrari 488 GTE 1–2 Ferrari 488 GTE Evo 3–6 | Ferrari F154CB 3.9 L Turbo V8    | D     | 66 | Jeff Segal               | Wszystkie | LMGTE |
| Dempsey-Proton Racing     | Porsche 911 RSR                             | Porsche 4.0 L Flat-6             | D     | 77 | Matteo Cairoli           | Wszystkie | LMGTE |
| Dempsey-Proton Racing     | Porsche 911 RSR                             | Porsche 4.0 L Flat-6             | D     | 77 | Riccardo Pera            | Wszystkie | LMGTE |
| Dempsey-Proton Racing     | Porsche 911 RSR                             | Porsche 4.0 L Flat-6             | D     | 77 | Christian Ried           | Wszystkie | LMGTE |
| EbiMotors                 | Porsche 911 RSR                             | Porsche 4.0 L Flat-64.0 L Flat-6 | D     | 80 | Fabio Babini             | 1–3, 6    | LMGTE |
| EbiMotors                 | Porsche 911 RSR                             | Porsche 4.0 L Flat-64.0 L Flat-6 | D     | 80 | Marco Frezza             | 1–3, 6    | LMGTE |
| EbiMotors                 | Porsche 911 RSR                             | Porsche 4.0 L Flat-64.0 L Flat-6 | D     | 80 | Sébastien Fortuna        | 1–2       | LMGTE |
| EbiMotors                 | Porsche 911 RSR                             | Porsche 4.0 L Flat-64.0 L Flat-6 | D     | 80 | Edward-Lewis Brauner     | 3         | LMGTE |
| EbiMotors                 | Porsche 911 RSR                             | Porsche 4.0 L Flat-64.0 L Flat-6 | D     | 80 | Gianluca Giraudi         | 6         | LMGTE |
| Proton Competition        | Porsche 911 RSR                             | Porsche 4.0 L Flat-6             | D     | 88 | Thomas Preining          | 1–2, 4–6  | LMGTE |
| Proton Competition        | Porsche 911 RSR                             | Porsche 4.0 L Flat-6             | D     | 88 | Horst Felbermayr Jr      | 1         | LMGTE |
| Proton Competition        | Porsche 911 RSR                             | Porsche 4.0 L Flat-6             | D     | 88 | Marco Seefried           | 1         | LMGTE |
| Proton Competition        | Porsche 911 RSR                             | Porsche 4.0 L Flat-6             | D     | 88 | Gianluca Giraudi         | 4         | LMGTE |
| Proton Competition        | Porsche 911 RSR                             | Porsche 4.0 L Flat-6             | D     | 88 | Ricardo Sanchez          | 4         | LMGTE |

## Wyniki
| Runda | Tor               | Data            | Pole Position      | Najszybsze okrążenie | Zwycięzca                                 | Wyniki |
| ----- | ----------------- | --------------- | ------------------ | -------------------- | ----------------------------------------- | ------ |
| 1     | Paul Ricard       | 5 kwietnia      | G-Drive Racing     | DragonSpeed          | DragonSpeed                               |        |
| 1     | Paul Ricard       | 5 kwietnia      | Norman Nato        | James Allen          | James Allen Henrik Hedman Ben Hanley      |        |
| 2     | Monza             | 10 maja         | Cool Racing        | G-Drive Racing       | G-Drive Racing                            | Wyniki |
| 2     | Monza             | 10 maja         | Nicolas Lapierre   | Job Van Uitert       | Roman Rusinow Job Van Uitert Norman Nato  | Wyniki |
| 3     | Barcelona         | 19 lipca        | IDEC Sport         | Cool Racing          | G-Drive Racing                            | Wyniki |
| 3     | Barcelona         | 19 lipca        | Paul Loup Chatin   | Antonin Borga        | Roman Rusinow Job Van Uitert Norman Nato  | Wyniki |
| 4     | Silverstone       | 5 września      | Dragonspeed        | Dragonspeed          | IDEC Sport                                | Wyniki |
| 4     | Silverstone       | 5 września      | Ben Hanley         | James Allen          | Paul-Loup Chatin Paul Lafargue Memo Rojas | Wyniki |
| 5     | Spa-Francorchamps | 20 września     | United Autosports  | United Autosports    | United Autosports                         | Wyniki |
| 5     | Spa-Francorchamps | 20 września     | Filipe Albuquerque | Philip Hanson        | Filipe Albuquerque Philip Hanson          | Wyniki |
| 6     | Portimão          | 18 października | United Autosports  | United Autosports    | IDEC Sport                                | Wyniki |
| 6     | Portimão          | 18 października | Filipe Albuquerque | Philip Hanson        | Paul-Loup Chatin Paul Lafargue Memo Rojas | Wyniki |

## Klasyfikacje generalne
| Legenda oznaczeń w tabelach wyników Wyświetl szablon na nowej stronie | Legenda oznaczeń w tabelach wyników Wyświetl szablon na nowej stronie                                                                     |
| Oznaczenie                                                            | Wyjaśnienie |
| --------------------------------------------------------------------- | --- |
| Złoty                                                                 | Zwycięzca lub mistrzostwo |
| Srebrny                                                               | 2. miejsce lub wicemistrzostwo |
| Brązowy                                                               | 3. miejsce lub II wicemistrzostwo |
| Zielony                                                               | Ukończył, punktował (w klasyfikacji generalnej, gdy zdobył co najmniej jeden punkt na przestrzeni sezonu, poza trzema powyższymi opcjami) |
| Niebieski                                                             | Ukończył, nie punktował (w klasyfikacji generalnej, gdy nie zdobył co najmniej jednego punktu na przestrzeni sezonu)                      |
| Czerwony                                                              | Nie zakwalifikował się (NZ) |
| Czerwony                                                              | Nie prekwalifikował się (NPK) |
| Różowy                                                                | Nie ukończył (NU) |
| Różowy                                                                | Niesklasyfikowany (NS) (w klasyfikacji generalnej, gdy nie został sklasyfikowany w żadnym wyścigu sezonu)                                 |
| Czarny                                                                | Zdyskwalifikowany (DK) |
| Czarny                                                                | Wykluczony (WYK/EX) |
| Biały                                                                 | Nie wystartował (NW) |
| Biały                                                                 | Kontuzjowany (K/INJ) |
| Biały                                                                 | Wyścig odwołany (OD/C) |
| Bez koloru                                                            | Został wycofany (WYC/WD) |
| Bez koloru                                                            | Nie przybył (NP/DNA) |
| Bez koloru                                                            | Nie brał udziału w treningach (NT/DNP) |
| Bez koloru                                                            | Nie został zgłoszony (–) |
| Pogrubienie                                                           | Start z pole position |
| Kursywa                                                               | Najszybsze okrążenie wyścigu |
| †                                                                     | Nie ukończył, ale jego rezultat został zaliczony ze względu na przejechanie więcej niż 90% dystansu wyścigu.                              |
| *                                                                     | Sezon w trakcie |
| 1/2/3                                                                 | Punktowana pozycja w sprincie kwalifikacyjnym                                                                                             |
| Lista systemów punktacji Formuły 1                                    | |

### Klasyfikacja LMP2
| Poz. | Zespół                        | Prototyp       | CAS | MNZ | BAR | SIL | SPA | POR | Pkt. |
| ---- | ----------------------------- | -------------- | --- | --- | --- | --- | --- | --- | ---- |
| 1    | #28 IDEC Sport                | Oreca 07       | 2   | 2   | 5   | 1   | 6   | 1   | 105  |
| 2    | #26 G-Drive Racing            | Aurus 01       | 4   | 1   | 1   | 2   | 4   | 6   | 101  |
| 3    | #39 Graff                     | Oreca 07       | 5   | 5   | 2   | 3   | 3   | 3   | 83   |
| 4    | #22 United Autosports         | Ligier JS P217 | 6   | 4   | 7   |     |     |     | 71   |
| 4    | #22 United Autosports         | Oreca 07       |     |     |     | NU  | 1   | 2   | 71   |
| 5    | #21 DragonSpeed               | Oreca 07       | 1   | 10  | 10  | 4   | 7   | 9   | 47   |
| 6    | #30 Duqueine Engineering      | Oreca 07       | 3   | 6   | 4   | NU  | 5   | NU  | 45   |
| 7    | #37 Cool Racing               | Oreca 07       | 7   | 8   | 3   | NU  | 2   | 14  | 44.5 |
| 8    | #32 United Autosports         | Ligier JS P217 | 12  | 3   | 8   | 8   |     |     | 37.5 |
| 8    | #32 United Autosports         | Oreca 07       |     |     |     |     | 9   | 4   | 37.5 |
| 9    | #25 Algarve Pro Racing        | Oreca 07       | 14  | 12  | 6   | 6   | 10  | 5   | 28   |
| 10   | #24 Panis Barthez Competition | Ligier JS P217 | NU  | 7   | NU  | 5   | NU  | 8   | 20   |
| 11   | #23 Panis Barthez Competition | Ligier JS P217 | 10  | 9   | 15  |     |     |     | 19.5 |
| 11   | #23 Panis Barthez Competition | Oreca 07       |     |     |     | 7   | 8   | 7   | 19.5 |
| 12   | #43 RLR MSport                | Oreca 07       | 8   | NU  | 13  | NU  | 14  | 15  | 5.5  |
| 13   | #31 Algarve Pro Racing        | Oreca 07       | 13  | 14  | 12  | 9   | 13  | 11  | 4.5  |
| 14   | #20 High Class Racing         | Oreca 07       | 9   | 17  | NU  | 11  | 15  | 12  | 4    |
| 15   | #35 BHK Motorsport            | Oreca 07       | 16  | 15  | 11  | 10  | 11  | 10  | 4    |
| 16   | #45 Thunderhead Carlin Racing | Dallara P217   | 11  | 11  | 9   | NU  |     | NU  | 3    |
| 17   | #34 Inter Europol Competition | Ligier JS P217 | 15  | 13  | NU  | 12  | 12  | NU  | 2    |
| 18   | #27 IDEC Sport                | Ligier JS P217 | NU  | 16  | 14  | 13  | NU  | 13  | 2    |
|      | #47 Cetilar R. Villorba Corse | Dallara P217   |     | NU  |     |     |     |     | 0    |

### Klasyfikacja LMP3
| Poz. | Zespół                        | Samochód     | CAS | MNZ | BAR | SIL | SPA | POR | Pkt. |
| ---- | ----------------------------- | ------------ | --- | --- | --- | --- | --- | --- | ---- |
| 1    | #11 Eurointernational         | Ligier JS P3 | 2   | 1   | NU  | 1   | 1   | 6   | 102  |
| 2    | #13 Inter Europol Competition | Ligier JS P3 | 3   | 2   | 1   | 2   | 2   | 11  | 94.5 |
| 3    | #17 Ultimate                  | Norma M30    | 1   | NU  | 2   | 7   | 4   | 3   | 76   |
| 4    | #2 United Autosports          | Ligier JS P3 | 6   | 3   | 3   | 3   | NU  | 2   | 71   |
| 5    | #7 Nielsen Racing             | Norma M30    | 5   | 7   | 4   | 5   | 3   | 5   | 63   |
| 6    | #6 360 Racing                 | Ligier JS P3 | 10  | 6   | 12  | 4   | 10  | 1   | 47.5 |
| 7    | #9 Realteam Racing            | Norma M30    | 7   | 4   | 8   | 11  | 8   | 8   | 31.5 |
| 8    | #3 United Autosports          | Ligier JS P3 | 8   | 10  | 5   | NU  | 5   | NU  | 25   |
| 9    | #8 Nielsen Racing             | Ligier JS P3 | 14  | NU  | 6   | 9   | 9   | 4   | 24.5 |
| 10   | #19 M Racing                  | Norma M30    | 9   | 5   | 11  | 8   | NU  | 9   | 21.5 |
| 11   | #10 Oregon Team               | Norma M30    | 4   | NU  | 10  | NU  | 7   | NU  | 20   |
| 12   | #14 Inter Europol Competition | Ligier JS P3 | 13  | 9   | NU  | NU  | 6   | 7   | 16.5 |
| 13   | #5 360 Racing                 | Ligier JS P3 | 11  | 8   | 13  | 6   | 12  |     | 13.5 |
| 14   | #15 RLR MSport                | Ligier JS P3 | 12  | NU  | 7   | 10  | 11  | 10  | 9    |
| 15   | #18 ACE1 Villorba Corse       | Ligier JS P3 |     |     | 9   |     |     |     | 2    |

### Klasyfikacja GTE
| Poz. | Zespół                    | Samochód        | CAS | MNZ | BAR | SIL | SPA | POR | Pkt. |
| ---- | ------------------------- | --------------- | --- | --- | --- | --- | --- | --- | ---- |
| 1    | #51 Luzich Racing         | Ferrari 488 GTE | 1   | 3   | 1   | 4   | 1   | 1   | 127  |
| 2    | #77 Dempsey-Proton Racing | Porsche 911 RSR | 3   | 1   | 6   | 7   | 2   | NU  | 76   |
| 3    | #66 JMW Motorsport        | Ferrari 488 GTE | 4   | 2   | 2   | 6   | 6   | 5   | 74   |
| 4    | #83 Kessel Racing         | Ferrari 488 GTE | 2   | 6   | 4   | 2   | 4   | NU  | 68   |
| 5    | #55 Spirit of Race        | Ferrari 488 GTE | 5   | 7   | 3   | 5   | 3   | 4   | 68   |
| 6    | #60 Kessel Racing         | Ferrari 488 GTE | 9   | NU  | 8   | 3   | 4   | 2   | 50   |
| 7    | #80 EbiMotors             | Porsche 911 RSR | 6   | 5   | 7   |     |     | 3   | 39   |
| 8    | #88 Proton Competition    | Porsche 911 RSR | 7   | WD  |     | 1   | WD  | NU  | 32   |
| 8    | #56 Team Project 1        | Porsche 911 RSR | 8   | 4   | 5   |     |     |     | 26   |